# Großer Preis von Österreich 1977
Der Große Preis von Österreich 1977 (offiziell XV Gröbl Möbel Großer Preis von Österreich) fand am 14. August auf dem Österreichring in der Nähe von Zeltweg statt und war das zwölfte Rennen der Automobil-Weltmeisterschaft 1977.

## Berichte

### Hintergrund
Um die Sicherheit auf dem insgesamt sehr schnellen Österreichring zu erhöhen, wurde die erste Kurve durch eine Bremsschikane entschärft. Dies geschah indirekt als Folge des Unfalls von Mark Donohue, der an dieser Stelle während des Trainings zum Grand Prix 1975 tödlich verunglückt war. Die Maßnahmen, die dort unmittelbar nach dem Unfall getroffen worden waren und beim Rennen 1976 Gültigkeit hatten, wurden inzwischen als unzureichend empfunden.
Wie bereits zwei Wochen zuvor in Deutschland wurden 30 Teilnehmer für das Rennwochenende gemeldet. Die einzigen Veränderungen waren Fahrerwechsel in den Teams Shadow und ATS, wo Riccardo Patrese durch seinen Landsmann Arturo Merzario beziehungsweise Hans Heyer durch den Österreicher Hans Binder ersetzt wurden. Harald Ertl, der bereits bei den beiden vorangegangenen Rennen nicht anwesend war, hatte das Team Hesketh inzwischen dauerhaft verlassen und wurde durch Ian Ashley ersetzt.

### Training
Die Kontrahenten um den WM-Titel des Vorjahres, Niki Lauda und James Hunt, bildeten entsprechend dem Trainingsergebnis die erste Startreihe vor Mario Andretti und Hans-Joachim Stuck. Dessen Teamkollege John Watson, der sich in dieser Saison bereits einmal für die Pole-Position und fünfmal für den zweiten Startplatz qualifiziert hatte, beendete das Training nur auf dem zwölften Rang.

### Rennen
Am Vormittag des Renntages regnete es. Kurz vor dem Start begann es jedoch abzutrocknen, was die meisten Piloten dazu veranlasste, auf Slicks ins Rennen zu gehen.
Lauda begann das Rennen als Führender vor Hunt und Andretti. Letzterem gelang es jedoch bereits während der ersten Runde, an den beiden vor ihm liegenden Kontrahenten vorbeizuziehen. Es folgte Jody Scheckter auf dem vierten Rang vor Patrick Tambay und Stuck. Gunnar Nilsson, der sich als einer von wenigen Fahrern für einen Start auf Regenreifen entschieden hatte, gelangte während der ersten Runde vom 16. Startplatz bis auf Rang sieben nach vorn. Während der folgenden drei Runden erreichte er sogar den zweiten Platz, womit sich seine Entscheidung als richtig erwies. Eine ähnliche Aufholjagd zeigte unterdessen der ebenfalls auf Regenreifen fahrende Merzario, der während der ersten sechs Runden acht Plätze gutmachte und sich auf dem sechsten Rang vor Lauda wiederfand, der zwischenzeitlich hinter Scheckter und Stuck zurückgefallen war.
Ab der zehnten Runde war die Strecke soweit abgetrocknet, dass Nilsson und Merzario ihre Boxen aufsuchen mussten, um die Reifen wechseln zu lassen. Hunt gelangte dadurch wieder auf den zweiten Rang vor Scheckter, Stuck und Alan Jones, der von Platz 14 aus gestartet war und in den ersten Runden ebenfalls einige Plätze gewonnen hatte.
In der zwölften Runde gelangte Hunt in Führung, da Andretti aufgrund eines Motorschadens ausschied. Jones setzte derweil seinen Weg an die Spitze fort, indem er Stuck und Scheckter überholte und somit den zweiten Platz einnahm.
In der 44. Runde schied mit Hunt erneut der zu diesem Zeitpunkt Führende infolge eines Motorschadens aus. Der fortan an der Spitze liegende Jones stellte daraufhin seinen ersten Grand-Prix-Sieg sicher. Es war zugleich der erste und einzige Sieg des Shadow-Teams. Lauda wurde Zweiter vor Stuck, der somit seinen zweiten Podestplatz in Folge erreichte, der sich allerdings auch als sein letzter in der Formel 1 herausstellte.
Es war der erste Grand-Prix-Sieg eines Australiers seit dem Erfolg von Jack Brabham beim Großen Preis von Südafrika 1970.

## Meldeliste
| Team                            | Nr. | Fahrer             | Chassis         | Motor                     | Reifen |
| ------------------------------- | --- | ------------------ | --------------- | ------------------------- | ------ |
| Marlboro Team McLaren           | 01  | James Hunt         | McLaren M26     | Ford Cosworth DFV 3.0 V8  | G      |
| Marlboro Team McLaren           | 02  | Jochen Mass        | McLaren M26     | Ford Cosworth DFV 3.0 V8  | G      |
| Elf Team Tyrrell                | 03  | Ronnie Peterson    | Tyrrell P34     | Ford Cosworth DFV 3.0 V8  | G      |
| Elf Team Tyrrell                | 04  | Patrick Depailler  | Tyrrell P34     | Ford Cosworth DFV 3.0 V8  | G      |
| John Player Team Lotus          | 05  | Mario Andretti     | Lotus 78        | Ford Cosworth DFV 3.0 V8  | G      |
| John Player Team Lotus          | 06  | Gunnar Nilsson     | Lotus 78        | Ford Cosworth DFV 3.0 V8  | G      |
| Martini Racing                  | 07  | John Watson        | Brabham BT45B   | Alfa Romeo 115-12 3.0 F12 | G      |
| Martini Racing                  | 08  | Hans-Joachim Stuck | Brabham BT45B   | Alfa Romeo 115-12 3.0 F12 | G      |
| Hollywood March Racing          | 09  | Alex Ribeiro       | March 761B      | Ford Cosworth DFV 3.0 V8  | G      |
| Team Rothmans International     | 10  | Ian Scheckter      | March 761B      | Ford Cosworth DFV 3.0 V8  | G      |
| Scuderia Ferrari SpA SEFAC      | 11  | Niki Lauda         | Ferrari 312T2   | Ferrari 015 3.0 F12       | G      |
| Scuderia Ferrari SpA SEFAC      | 12  | Carlos Reutemann   | Ferrari 312T2   | Ferrari 015 3.0 F12       | G      |
| Shadow Racing Team              | 16  | Arturo Merzario    | Shadow DN8      | Ford Cosworth DFV 3.0 V8  | G      |
| Shadow Racing Team              | 17  | Alan Jones         | Shadow DN8      | Ford Cosworth DFV 3.0 V8  | G      |
| Team Surtees                    | 18  | Vern Schuppan      | Surtees TS19    | Ford Cosworth DFV 3.0 V8  | G      |
| Beta Team Surtees               | 19  | Vittorio Brambilla | Surtees TS19    | Ford Cosworth DFV 3.0 V8  | G      |
| Walter Wolf Racing              | 20  | Jody Scheckter     | Wolf WR3        | Ford Cosworth DFV 3.0 V8  | G      |
| Team Tissot Ensign with Castrol | 22  | Clay Regazzoni     | Ensign N177     | Ford Cosworth DFV 3.0 V8  | G      |
| Theodore Racing Hong Kong       | 23  | Patrick Tambay     | Ensign N177     | Ford Cosworth DFV 3.0 V8  | G      |
| Penthouse Rizla Racing          | 24  | Rupert Keegan      | Hesketh 308E    | Ford Cosworth DFV 3.0 V8  | G      |
| Hesketh Racing                  | 25  | Héctor Rebaque     | Hesketh 308E    | Ford Cosworth DFV 3.0 V8  | G      |
| Hesketh Racing                  | 39  | Ian Ashley         | Hesketh 308E    | Ford Cosworth DFV 3.0 V8  | G      |
| Ligier Gitanes                  | 26  | Jacques Laffite    | Ligier JS7      | Matra MS76 3.0 V12        | G      |
| Williams Grand Prix Engineering | 27  | Patrick Nève       | March 761       | Ford Cosworth DFV 3.0 V8  | G      |
| Copersucar-Fittipaldi           | 28  | Emerson Fittipaldi | Copersucar FD05 | Ford Cosworth DFV 3.0 V8  | G      |
| Chesterfield Racing             | 30  | Brett Lunger       | McLaren M23     | Ford Cosworth DFV 3.0 V8  | G      |
| ATS Racing Team                 | 33  | Hans Binder        | Penske PC4      | Ford Cosworth DFV 3.0 V8  | G      |
| ATS Racing Team                 | 34  | Jean-Pierre Jarier | Penske PC4      | Ford Cosworth DFV 3.0 V8  | G      |
| Iberia Airlines                 | 36  | Emilio de Villota  | McLaren M23     | Ford Cosworth DFV 3.0 V8  | G      |
| British Formula One Racing Team | 38  | Brian Henton       | March 761       | Ford Cosworth DFV 3.0 V8  | G      |

## Klassifikationen

### Startaufstellung
| Pos. | Fahrer             | Konstrukteur       | Zeit    | Ø-Geschwindigkeit | Start |
| ---- | ------------------ | ------------------ | ------- | ----------------- | ----- |
| 01   | Niki Lauda         | Ferrari            | 1:39,32 | 215,377 km/h      | 01    |
| 02   | James Hunt         | McLaren-Ford       | 1:39,45 | 215,095 km/h      | 02    |
| 03   | Mario Andretti     | Lotus-Ford         | 1:39,74 | 214,470 km/h      | 03    |
| 04   | Hans-Joachim Stuck | Brabham-Alfa Romeo | 1:39,97 | 213,976 km/h      | 04    |
| 05   | Carlos Reutemann   | Ferrari            | 1:40,12 | 213,656 km/h      | 05    |
| 06   | Jacques Laffite    | Ligier-Matra       | 1:40,22 | 213,442 km/h      | 06    |
| 07   | Patrick Tambay     | Ensign-Ford        | 1:40,29 | 213,293 km/h      | 07    |
| 08   | Jody Scheckter     | Wolf-Ford          | 1:40,40 | 213,060 km/h      | 08    |
| 09   | Jochen Mass        | McLaren-Ford       | 1:40,44 | 212,975 km/h      | 09    |
| 10   | Patrick Depailler  | Tyrrell-Ford       | 1:40,62 | 212,594 km/h      | 10    |
| 11   | Clay Regazzoni     | Ensign-Ford        | 1:40,74 | 212,341 km/h      | 11    |
| 12   | John Watson        | Brabham-Alfa Romeo | 1:40,92 | 211,962 km/h      | 12    |
| 13   | Vittorio Brambilla | Surtees-Ford       | 1:40,93 | 211,941 km/h      | 13    |
| 14   | Alan Jones         | Shadow-Ford        | 1:41,00 | 211,794 km/h      | 14    |
| 15   | Ronnie Peterson    | Tyrrell-Ford       | 1:41,13 | 211,522 km/h      | 15    |
| 16   | Gunnar Nilsson     | Lotus-Ford         | 1:41,24 | 211,292 km/h      | 16    |
| 17   | Brett Lunger       | McLaren-Ford       | 1:41,40 | 210,959 km/h      | 17    |
| 18   | Jean-Pierre Jarier | Penske-Ford        | 1:41,70 | 210,336 km/h      | 18    |
| 19   | Hans Binder        | Penske-Ford        | 1:41,71 | 210,316 km/h      | 19    |
| 20   | Rupert Keegan      | Hesketh-Ford       | 1:41,92 | 209,882 km/h      | 20    |
| 21   | Arturo Merzario    | Shadow-Ford        | 1:41,92 | 209,882 km/h      | 21    |
| 22   | Patrick Nève       | March-Ford         | 1:41,96 | 209,800 km/h      | 22    |
| 23   | Emerson Fittipaldi | Copersucar-Ford    | 1:42,15 | 209,410 km/h      | 23    |
| 24   | Ian Scheckter      | March-Ford         | 1:42,22 | 209,266 km/h      | 24    |
| 25   | Vern Schuppan      | Surtees-Ford       | 1:42,31 | 209,082 km/h      | 25    |
| 26   | Emilio de Villota  | McLaren-Ford       | 1:42,38 | 208,939 km/h      | 26    |
| DNQ  | Brian Henton       | March-Ford         | 1:42,43 | 208,837 km/h      | –     |
| DNQ  | Ian Ashley         | Hesketh-Ford       | 1:42,52 | 208,654 km/h      | –     |
| DNQ  | Héctor Rebaque     | Hesketh-Ford       | 1:42,75 | 208,187 km/h      | –     |
| DNQ  | Alex Ribeiro       | March-Ford         | 1:43,03 | 207,621 km/h      | –     |

### Rennen
| Pos. | Fahrer             | Konstrukteur       | Runden | Stopps | Zeit       | Start | Schnellste Runde |
| ---- | ------------------ | ------------------ | ------ | ------ | ---------- | ----- | ---------------- |
| 01   | Alan Jones         | Shadow-Ford        | 54     | 0      | 1:37:16,49 | 14    | 1:42,22          |
| 02   | Niki Lauda         | Ferrari            | 54     | 0      | + 20,13    | 01    | 1:41,81          |
| 03   | Hans-Joachim Stuck | Brabham-Alfa Romeo | 54     | 0      | + 34,50    | 04    | 1:42,45          |
| 04   | Carlos Reutemann   | Ferrari            | 54     | 0      | + 34,75    | 05    | 1:42,47          |
| 05   | Ronnie Peterson    | Tyrrell-Ford       | 54     | 0      | + 1:12,09  | 15    | 1:42,22          |
| 06   | Jochen Mass        | McLaren-Ford       | 53     | 1      | + 1 Runde  | 09    | 1:42,64          |
| 07   | Rupert Keegan      | Hesketh-Ford       | 53     | 0      | + 1 Runde  | 20    | 1:42,67          |
| 08   | John Watson        | Brabham-Alfa Romeo | 53     | 0      | + 1 Runde  | 12    | 1:40,96 (52.)    |
| 09   | Patrick Nève       | March-Ford         | 53     | 0      | + 1 Runde  | 22    | 1:44,42          |
| 10   | Brett Lunger       | McLaren-Ford       | 53     | 0      | + 1 Runde  | 17    | 1:43,44          |
| 11   | Emerson Fittipaldi | Copersucar-Ford    | 53     | 0      | + 1 Runde  | 23    | 1:43,35          |
| 12   | Hans Binder        | Penske-Ford        | 53     | 1      | + 1 Runde  | 19    | 1:43,84          |
| 13   | Patrick Depailler  | Tyrrell-Ford       | 53     | 0      | + 1 Runde  | 10    | 1:42,70          |
| 14   | Jean-Pierre Jarier | Penske-Ford        | 52     | 2      | + 2 Runden | 18    | 1:43,54          |
| 15   | Vittorio Brambilla | Surtees-Ford       | 52     | 1      | + 2 Runden | 13    | 1:42,92          |
| 16   | Vern Schuppan      | Surtees-Ford       | 52     | 1      | + 2 Runden | 25    | 1:42,33          |
| 17   | Emilio de Villota  | McLaren-Ford       | 50     | 0      | DNF        | 26    | 1:46,76          |
| –    | Jody Scheckter     | Wolf-Ford          | 45     | 0      | DNF        | 08    | 1:42,72          |
| –    | James Hunt         | McLaren-Ford       | 43     | 0      | DNF        | 02    | 1:42,23          |
| –    | Patrick Tambay     | Ensign-Ford        | 41     | 0      | DNF        | 07    | 1:42,89          |
| –    | Gunnar Nilsson     | Lotus-Ford         | 38     | 1      | DNF        | 16    | 1:41,93          |
| –    | Arturo Merzario    | Shadow-Ford        | 29     | 1      | DNF        | 21    | 1:45,64          |
| –    | Jacques Laffite    | Ligier-Matra       | 21     | 2      | DNF        | 06    | 1:49,67          |
| –    | Mario Andretti     | Lotus-Ford         | 11     | 0      | DNF        | 03    | 1:54,09          |
| –    | Ian Scheckter      | March-Ford         | 2      | 0      | DNF        | 24    | 2:11,09          |
| –    | Clay Regazzoni     | March-Ford         | 0      | 0      | DNF        | 11    | –                |

## WM-Stände nach dem Rennen
Die ersten sechs des Rennens bekamen 9, 6, 4, 3, 2 bzw. 1 Punkt(e). Es zählten nur die besten acht Ergebnisse aus den ersten neun Rennen und die besten sieben Ergebnisse aus den letzten acht Rennen. In der Konstrukteurswertung zählte nur das Ergebnis des bestplatzierten Fahrers eines Teams. Streichresultate sind in Klammern gesetzt.

### Fahrerwertung
| Pos. | Fahrer             | Konstrukteur                    | Punkte |
| ---- | ------------------ | ------------------------------- | ------ |
| 01   | Niki Lauda         | Ferrari                         | 54     |
| 02   | Jody Scheckter     | Wolf-Ford                       | 38     |
| 03   | Carlos Reutemann   | Ferrari                         | 34     |
| 04   | Mario Andretti     | Lotus-Ford                      | 32     |
| 05   | James Hunt         | McLaren-Ford                    | 22     |
| 06   | Gunnar Nilsson     | Lotus-Ford                      | 20     |
| 07   | Jochen Mass        | McLaren-Ford                    | 18     |
| 08   | Alan Jones         | Shadow-Ford                     | 12     |
| 09   | Hans-Joachim Stuck | March-Ford / Brabham-Alfa Romeo | 12     |
| 10   | Patrick Depailler  | Tyrrell-Ford                    | 10     |
| 11   | Jacques Laffite    | Ligier-Matra                    | 10     |
| 12   | John Watson        | Brabham-Alfa Romeo              | 9      |
| 13   | Emerson Fittipaldi | Copersucar-Ford                 | 8      |
| 14   | Ronnie Peterson    | Tyrrell-Ford                    | 6      |
| 15   | Carlos Pace †      | Brabham-Alfa Romeo              | 6      |
| 16   | Vittorio Brambilla | Surtees-Ford                    | 5      |
| 17   | Clay Regazzoni     | Ensign-Ford                     | 1      |
| 18   | Renzo Zorzi        | Shadow-Ford                     | 1      |
| 19   | Jean-Pierre Jarier | Penske-Ford                     | 1      |
| 20   | Patrick Tambay     | Ensign-Ford                     | 1      |
| 21   | Vern Schuppan      | Surtees-Ford                    | 0      |

| Pos. | Fahrer                | Konstrukteur              | Punkte |
| ---- | --------------------- | ------------------------- | ------ |
| 22   | Ingo Hoffmann         | Copersucar-Ford           | 0      |
| 23   | Rupert Keegan         | Hesketh-Ford              | 0      |
| 24   | Alex Ribeiro          | March-Ford                | 0      |
| 25   | Hans Binder           | Surtees-Ford              | 0      |
| 26   | Riccardo Patrese      | Shadow-Ford               | 0      |
| 27   | Harald Ertl           | Hesketh-Ford              | 0      |
| 28   | Patrick Nève          | March-Ford                | 0      |
| 29   | Jackie Oliver         | Shadow-Ford               | 0      |
| 30   | Brett Lunger          | March-Ford / McLaren-Ford | 0      |
| 31   | Brian Henton          | March-Ford                | 0      |
| 32   | Jacky Ickx            | Ensign-Ford               | 0      |
| 33   | Ian Scheckter         | March-Ford                | 0      |
| 34   | Gilles Villeneuve     | McLaren-Ford              | 0      |
| 35   | Larry Perkins         | B.R.M. / Surtees-Ford     | 0      |
| 36   | David Purley          | LEC-Ford                  | 0      |
| 37   | Emilio de Villota     | McLaren-Ford              | 0      |
| 38   | Arturo Merzario       | March-Ford / Shadow-Ford  | 0      |
| –    | Tom Pryce †           | Shadow-Ford               | 0      |
| –    | Boy Hayje             | March-Ford                | 0      |
| –    | Jean-Pierre Jabouille | Renault                   | 0      |
| –    | Héctor Rebaque        | Hesketh-Ford              | 0      |

### Konstrukteurswertung
| Pos. | Konstrukteur       | Punkte  |
| ---- | ------------------ | ------- |
| 01   | Ferrari            | 71 (73) |
| 02   | Lotus-Ford         | 47      |
| 03   | Wolf-Ford          | 38      |
| 04   | McLaren-Ford       | 35      |
| 05   | Brabham-Alfa Romeo | 27      |
| 06   | Tyrrell-Ford       | 16      |
| 07   | Shadow-Ford        | 13      |
| 08   | Ligier-Matra       | 10      |
| 09   | Copersucar-Ford    | 8       |

| Pos. | Konstrukteur | Punkte |
| ---- | ------------ | ------ |
| 10   | Surtees-Ford | 5      |
| 11   | Ensign-Ford  | 2      |
| 12   | Penske-Ford  | 1      |
| 13   | March-Ford   | 0      |
| 14   | Hesketh-Ford | 0      |
| 15   | LEC-Ford     | 0      |
| –    | B.R.M.       | 0      |
| –    | Renault      | 0      |